# 5942 Дензілроберт
5942 Дензілроберт (5942 Denzilrobert) — астероїд головного поясу, відкритий 10 січня 1983 року.
Тіссеранів параметр щодо Юпітера — 3,203.